# Anıl Özönerli
Anıl Özönerli (* 3. Januar 1992 in Izmir) ist ein türkischer Fußballspieler, der aktuell für Göztepe Izmir spielt.

## Karriere
Özönerli begann mit dem Vereinsfußball in der Jugend des Amateurvereins Urla Gençlik Spor und wechselte 2004 in die Jugend des Traditionsvereins Göztepe Izmir. Im Sommer 2009 erhielt er einen Profivertrag, spielte aber weiterhin zwei Spielzeiten für die Reservemannschaft. Zur Saison 2010/11 wurde er in den Profikader aufgenommen. Sein Profidebüt gab er dabei am 5. September 2010 bei der Zweitligabegegnung gegen Gebzespor. Am Ende der Spielzeit 2010/11 erreichte er mit Göztepe die Meisterschaft der TFF 2. Lig und damit den Aufstieg in die TFF 1. Lig.
Die erste Hälfte der Spielzeit 2011/12 verbrachte er bei Göztepe, nach einem Trainerwechsel wurde er die Rückrunde an den Drittligisten Altınordu Izmir ausgeliehen. Zum Saisonende kehrte er zu Göztepe zurück.

## Erfolge
- Göztepe İzmir:
  - Meisterschaft der TFF 2. Lig (1): 2010/11
  - Aufstieg in die TFF 1. Lig (1): 2010/11